# Ribera de la Menera
La Ribera de la Menera, o de Galdares, és una riera de la Catalunya del Nord, dels termes comunals de la Menera i Serrallonga, tots dos de la comarca del Vallespir.
Es forma en el terme de la Menera, a sota i a llevant del Puig Agudell de Baix, a la zona sud del terme, a migdia del poble de la Menera. Des d'aquell lloc s'adreça cap al nord, passa pel costat de ponent del poble de la Menera, i continua sempre cap al nord, en un traçat sinuós per l'orografia dels llocs pels quals travessa.

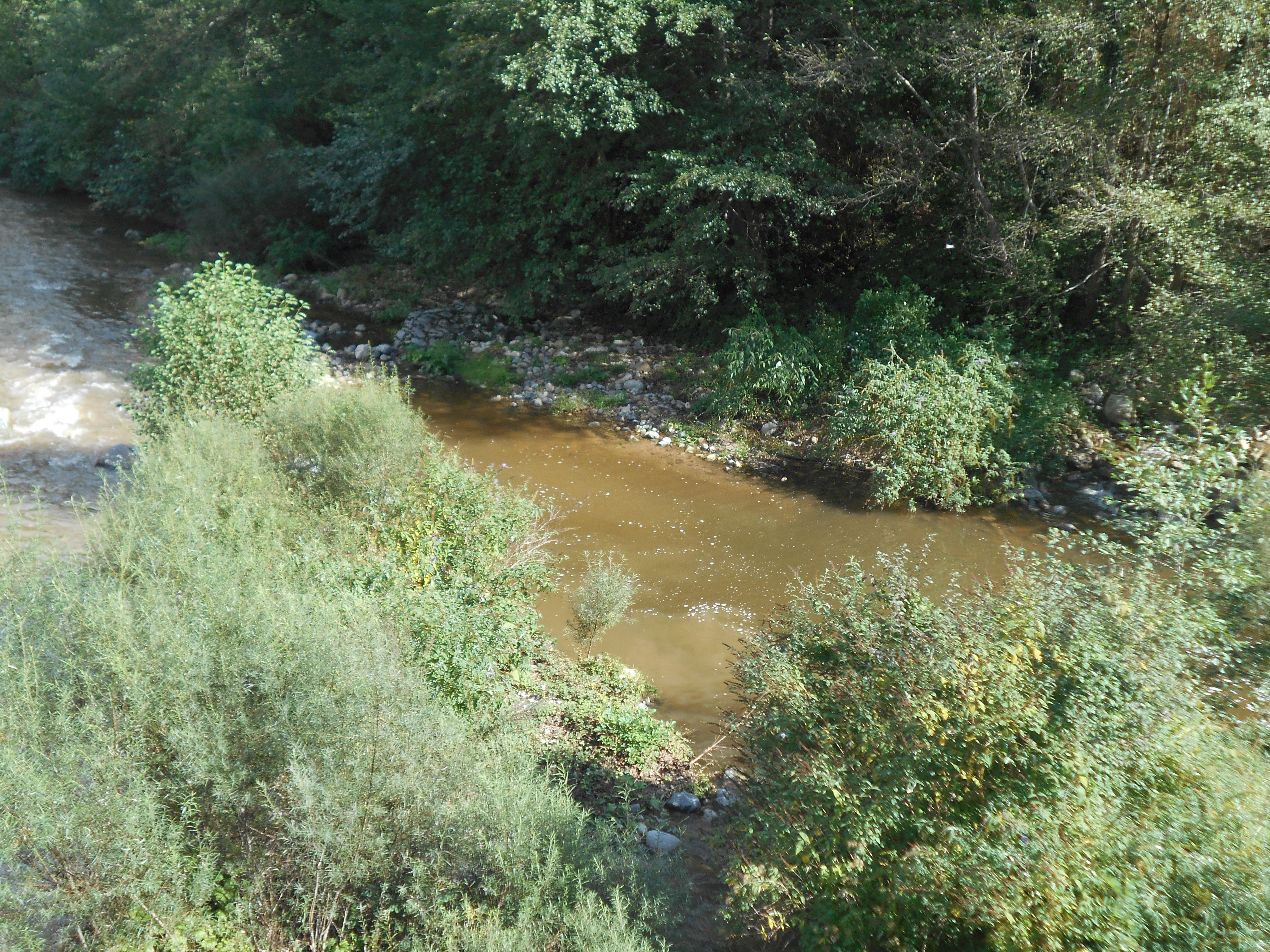
Unió de la Ribera de la Menera i la Ribera del Castell, a la Farga de Galdares, terme de Serrallonga

Ja al nord del terme comunal de la Menera es decanta cap al nord-est, per entrar de seguida en el terme comunal de Serrallonga, del qual recorre al biaix tot el sector nord-oest. Passa per sota, i a ponent, del poble de Serrallonga. Sempre en direcció nord-est, passa ran i pel mig del veïnat de Galdares, o la Farga de Galdares, on rep per la dreta la Ribera del Castell. Al cap d'un darrer tram s'aboca en el Tec just en el punt on es troben els termes comunals de Serrallonga, Sant Llorenç de Cerdans i el Tec.